# Maklúba
Maklúba (arabsky مَقْلُوبَة) je tradiční levantské jídlo. Jedná se o variantu pilafu, která je populární v Palestině, Jordánsku, Sýrii, Libanonu a Iráku. Skládá se z masa, rýže a smažené zeleniny. Směs je zapečena v hrnci, který se při podávání obrátí dnem vzhůru. Odtud pochází i název pokrmu, v češtině znamenající obrácený. Nejstarší zmínka o tomto pokrmu pochází z kuchařky ze 13. století Kniha jídel, kterou napsal Muhammad ibn al-Hasan ibn Muhammad ibn al-Karím al-Baghdádí v době Abbásovského chalífátu.

## Ingredience
Maklúba může obsahovat různé druhy zeleniny, jako jsou smažená rajčata, brambory, květák a lilek spolu s kuřecím nebo jehněčím masem. Nejběžněji používanou zeleninou jsou květák a lilek. Všechny ingredience jsou pečlivě po vrstvách naskládány do hrnce, aby po dovaření a převrácení hrnce pokrm připomínal patrový dort. Hotová maklúba se obvykle zdobí piniovými oříšky a nasekanou čerstvou petrželkou. Někdy se podává se salátem a čerstvým jogurtem. Často je součástí hostin a velkých shromáždění.

## Politický aspekt
Tento tradiční pokrm byl použit palestinskými aktivisty k mobilizaci lidí, aby se připojili k protestům v mešitě al-Aksá v Izraelem okupovaném východním Jeruzalémě. V roce 2017 izraelská policie zatkla Palestinku, která zorganizovala shromáždění spojené s pojídáním maklúby.
Od neúspěšného pokusu o převrat v Turecku, ke kterému došlo v roce 2016, na němž se podílelo i Gülenovo hnutí, je maklúba považována za "gülenovskou pochoutku" a její konzumace nebo příprava je tureckými úřady i soudy považována za důkaz členství v tomto hnutí.